# John Agar
John George Agar (Chicago, 1921. január 31. – Burbank, 2002. április 7.) amerikai színész.
Az 1940-es évek során több John Ford filmben is fontos szerepet kapott, de a későbbiekben főleg B kategóriás mozikkal vált ismertté.

## Pályafutása
John Agar Sr., egy húscsomagoló és Lillian Rogers fiaként született. Tanulmányait a chicagói Harvard Fiúiskolában és Lake Forest Akadémián kezdte, majd érettségijét Trinity Pawling Előkészítőiskolában szerezte, de a főiskolára nem iratkozott be. 1942-ben édesapja halálát követően családjával Chicagóból Los Angelesbe költözött. A második világháború alatt a Légierőnél szolgált és őrmesterként szerelt le.

## Magánélete
Agar első felesége Shirley Temple volt 1945 és 1950 között. Házaspárként két filmben is közösen szerepeltek: Apacserőd (1948) és Adventure in Baltimore. Egy lányuk született Linda Susan néven. Agar a válása után 1951-ben feleségül vette a modell Loretta Barnett Combst (1922–2000). A második házasságából két fia született: Martin és John.

## Halála
2002. április 7-én hunyt el 81 éves korában tüdőtágulás szövődményeiben a kaliforniai Burbankben. A riverside-i Riverside National Cemeteryben helyezték örök nyugalomra a két évvel korábban meghalt felesége mellett.

## Fontosabb filmjei
- 1993 – Hullazsákok (Body Bags)
- 1992 – Pusztító vágy (Invasion of Privacy)
- 1991 – Tökéletes menyasszony (The Perfect Bride)
- 1990 – Rettegj tőlem! (Fear) – Leonard Scott Levy
- 1990 – Az éjszaka szülöttei (Nightbreed) – Special Appearance
- 1989 – Ne várd a csodát! (Miracle Mile) – Ivan Peters
- 1988 – Rejtett düh (Perfect Victims) – szomszéd
- 1986 – Alkonyzóna (TV Sorozat) – Pop
- 1984 – Út a mennyországba (TV Sorozat) – Morton Clay
- 1976 – Charlie angyalai (TV Sorozat) – Col. Blaylock
- 1976 – King Kong – városi hivatalnok
- 1970 – A nagy Jake (Big Jake) – Bert Ryan, a McCandles Ranch vezetője
- 1970 – Chisum – Amos Patton
- 1969 – A legyőzhetetlen (The Undefeated) – Christian
- 1966 – Egy indián véréért (Johnny Reno) – Ed Tomkins
- 1966 – Waco – George Gates
- 1966 – A mocsári lény átka (Curse of the Swamp Creature) – Barry Rogers
- 1957 – Dr. Jekyll lánya (Daughter of Dr. Jekyll) – George Hastings
- 1957 – Joe Butterfly – Dick Mason őrmester
- 1955 – Tarantella (Tarantula) – Dr. Matt Hastings
- 1949 – Iwo Jima fövénye (Sands of Iwo Jima) – Joe Mallory hadnagy
- 1949 – Sárga szalagot viselt (She Wore a Yellow Ribbon) – Flint Cohill hadnagy
- 1948 – Apacserőd (Fort Apache) – Michael O'Rourke hadnagy

## Fordítás
Ez a szócikk részben vagy egészben  a   John_Agar című angol Wikipédia-szócikk fordításán alapul.  Az eredeti cikk szerkesztőit annak laptörténete sorolja fel. Ez a jelzés csupán a megfogalmazás eredetét és a szerzői jogokat jelzi, nem szolgál a cikkben szereplő információk forrásmegjelöléseként.